# Steinheim an der Donau

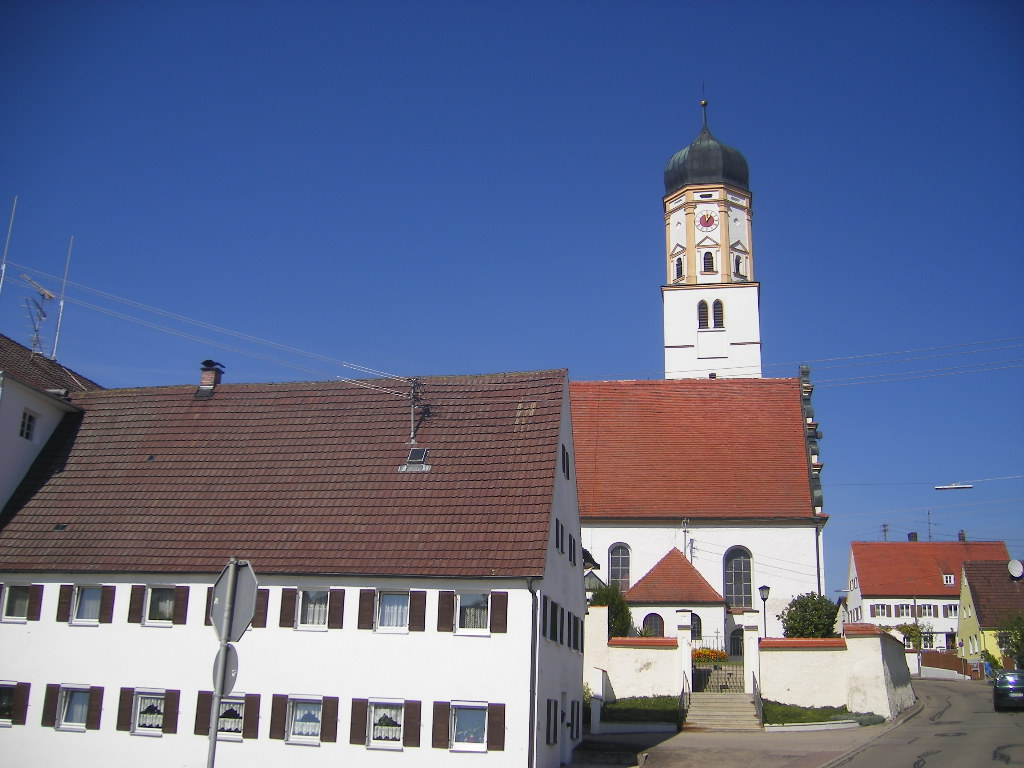
Pfarrkirche Mariä Reinigung in Steinheim

Steinheim ist ein Stadtteil der Großen Kreisstadt Dillingen an der Donau.

## Geografische Lage
Steinheim liegt im Westen von Bayern im Regierungsbezirk Schwaben. Der Ort liegt etwa vier Kilometer vom Dillinger Stadtzentrum entfernt. Das nächste größere Ballungszentrum ist Augsburg und liegt gut erreichbar ca. 50 km südöstlich von Steinheim.
Die Donau fließt südlich am Ort vorbei, während die Egau den ganzen Ort durchfließt.

## Geschichte
Bodenfunde aus der Mittelsteinzeit deuten darauf hin, dass bereits Kelten und die Römer hier heimisch waren. Allerdings stammt der heutige Ort aus der Zeit der Alamannen.
Im Jahre 1118 wurde der Ort erstmals urkundlich erwähnt, nachdem er an das Kloster Reichenbach gefallen war. Im Mittelalter errichtete das Kloster Reichenbach in Steinheim eine Propstei, die 1556 an Pfalz-Neuburg fiel. In den Wirren der Reformation wechselte die Gemeinde öfters die Glaubenszugehörigkeit. Dies änderte sich jedoch, als Steinheim 1625 dem Hochstift Augsburg zugesprochen wurde. Während der Säkularisation wurde das Hochstift Augsburg aufgelöst und der Ort wurde an das Königreich Bayern angegliedert.
Am 1. Mai 1978 endete die Selbstständigkeit, und die Gemeinde wurde im Rahmen der Gemeindegebietsreform der Stadt Dillingen zugesprochen, nachdem sich die Bürger zuvor in einer Wahl für Dillingen und gegen Höchstädt an der Donau entschieden hatten.
Die größte Ausdehnung hatte der Ort in den 1990er und 2000er Jahren. Inzwischen zählt der Ort ca. 1500 Einwohner.

## Katholische Pfarrkirche Mariä Reinigung
Um das Jahr 1200 wurde mit dem Bau der Kirche begonnen, die als Wehrkirche gestaltet wurde. Die untersten Stockwerke des Turmes stammen aus dieser Zeit. Im 17. Jahrhundert erhielt die Kirche ihr heutiges äußeres aussehen. Fürstbischof Clemens Wenzeslaus ließ 1776 das Kirchenschiff um vier Meter Richtung Westen verlängern. Sein Wappen befindet sich an der Decke zwischen Altarraum und Kirchenschiff. Die Ausstattung stammt von J. M. Pertenrieder und ist im Stil des Rokokos gestaltet. Die Fresken schuf der bekannte Maler Matthäus Günther.

## Baudenkmäler
Siehe: Liste der Baudenkmäler in Steinheim
- Friedhofskapelle Hl. Kreuz
- Pfarrhaus

## Bodendenkmäler
Siehe: Liste der Bodendenkmäler in Dillingen an der Donau